# Йоанникій II Константинопольський
Йоанникій II (Ліндій) — Патріарх Константинопольський у середині XVII століття (1646–1656). Його Патріарство було перервано загалом чотирма детронізаціями, що свідчить про умови, які панували у той час навколо Вселенського престолу. Він був Патріархом у 1646–1648, 1651–1652, 1653–1654 та 1655–1656 роках.

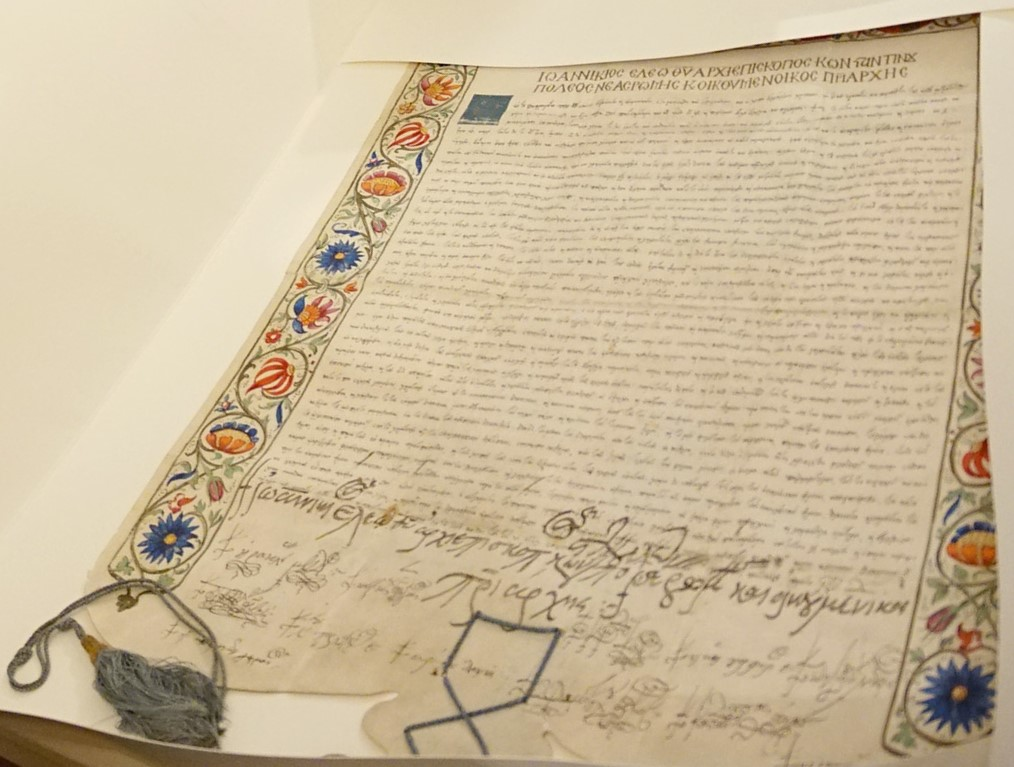
Сигіліон патріарха Іоаникія (1651) щодо привілеїв митрополита Філадельфії

Йоанникій народився в Ліндосі, Родос. Він був обраний митрополитом Ганоса і Хори в 1624 році під час патріархату Кирила Лукарея і в 1636 році митрополитом Іракліону. 16 листопада 1646 року він був обраний патріархом за підтримки правителя Молдови Василя Лупула. У жовтні 1648 року він втрачає посаду.
Після детронації невідомо де переховувався. Намагаючись стабілізувати своє становище проти ворогів, він шукав підтримки в австрійського імператора та Риму, з яким підтримував листування. З цієї причини він дозволив католицьким місіям оселитися на узбережжі Чорного моря та на Кікладах. Однак він мудро уникав будь-яких проявів підпорядкування, як того вимагала Propaganda Fide, посилаючись на своє хитке становище.
У 1651 році він перебував на Афоні, коли 11 травня був переобраний Патріархом. 24 травня 1652 року він був знову детронований.
У липні 1653 року він знову став Патріархом і 17 березня 1654 року знову був ув'язнений і відправлений до в'язниці через накопичені борги Патріархії перед Блискучою Портою. Востаннє перебував на престолі у березні 1655 року до 26 липня 1656 року. Після його останньої детронізації він отримав «президентську» єпархію Кеа і Термюя, де він перебував на пенсії до своєї смерті в 1659 або 1660 роках.